# Manglares de la costa seca del Pacífico Norte
Los manglares de la costa seca del Pacífico Norte forman una ecorregión que pertenece al bioma de los manglares, según la definición del Fondo Mundial para la Naturaleza. Se extiende en parches a lo largo de costa del Pacífico de El Salvador y Guatemala, y cubre una área de 1036 km². Los manglares suelen concentrarse en lagunas costeras y estuarios. 